# Diocesi di Tapso
La diocesi di Tapso (in latino Dioecesis Thapsitana) è una sede soppressa e sede titolare della Chiesa cattolica.

## Storia
Tapso, identificabile con Ras Dimas nei pressi di Bekalta (città costiera della Tunisia), è un'antica sede episcopale della provincia romana di Bizacena.
Un solo vescovo è attribuito con certezza a questa diocesi africana. Il nome di Vigilio, episcopus Tapsitanus, figura al 109º posto nella lista dei vescovi della Bizacena convocati a Cartagine dal re vandalo Unerico nel 484; Vigilio, come tutti gli altri vescovi cattolici africani, fu condannato all'esilio. A questo vescovo sono attribuite diverse opere di carattere teologico e polemico contro l'arianesimo.
Con il beneficio del dubbio è assegnato alla diocesi di Tapso anche Giovanni, indicato come episcopus Tharsensis, supposta grafia errata per Thapsensis, che fu destinatario di una lettera di Fulgenzio di Ruspe, datata tra il 523 e il 533, e oggi perduta. Giovanni potrebbe in realtà essere vescovo di Tharros in Sardegna.
Dal XIX secolo Tapso è annoverata tra le sedi vescovili titolari della Chiesa cattolica; dal 15 settembre 2010 il vescovo titolare è Ignacio Carrasco de Paula, già presidente della Pontificia accademia per la vita.

## Cronotassi

### Vescovi residenti
- Vigilio † (menzionato nel 484)
- Giovanni ? † (inizio VI secolo)

### Vescovi titolari
- Valentín García y Barros † (10 dicembre 1914 - 26 agosto 1916 deceduto)
- Arturo Celestino Álvarez † (18 dicembre 1919 - 9 maggio 1921 succeduto vescovo di Calabozo)
- Andrew James Louis Brennan † (23 febbraio 1923 - 28 maggio 1926 nominato vescovo di Richmond)
- Vincenzo Celli † (6 maggio 1927 - 17 ottobre 1951 deceduto)
- Antonio Torasso, I.M.C. † (10 gennaio 1952 - 22 ottobre 1960 deceduto)
- Paul-Émile Charbonneau † (15 novembre 1960 - 21 maggio 1963 nominato vescovo di Hull)
- Tomás Enrique Márquez Gómez † (25 giugno 1963 - 30 novembre 1966 nominato vescovo di San Felipe)
- Alfredo Cifuentes Gómez † (10 marzo 1967 - 2 dicembre 1970 dimesso)
- Ludwig Averkamp † (18 gennaio 1973 - 7 novembre 1985 nominato vescovo coadiutore di Osnabrück)
- Vladislovas Michelevičius † (13 novembre 1986 - 12 novembre 2008 deceduto)
- Ignacio Carrasco de Paula, dal 15 settembre 2010